# Marko Łuckewycz
Marko Łuckewycz, ukr. Марко Луцкевич (ur. 26 kwietnia 1882 w Kowlu - zm. w 1934) – ukraiński działacz społeczny i spółdzielczy na Wołyniu, poseł na Sejm I kadencji.
Pozbawiony mandatu w 1924 za antypaństwowe przemówienia, schronił się w Czechosłowacji, a następnie wyjechał do ZSRR. W 1926 aresztowany przez władze radzieckie, zmarł w łagrze na Syberii.